# Lago Mattenalpsee
O Lago Mattenalpsee é um lago de barragem localizado no município de Innertkirchen, Cantão de Berna, Suíça. Este lago apresenta uma superfície de 0,186 km². O lago recebe a água do Glaciar Gauli, sendo a água é bombeada para o Lago Räterichsbodensee.